# Jiří Podolský
Jiří Podolský (* 28. září 1963 v Mladé Boleslavi) je český teoretický fyzik, profesor Univerzity Karlovy v Praze, kde působí na Ústavu teoretické fyziky Matematicko-fyzikální fakulty. Zabývá se obecnou teorií relativity, především studiem přesných řešení Einsteinových rovnic gravitačního pole a gravitačními vlnami. Patří k předním pedagogům Matematicko-fyzikální fakulty, je autorem mnoha vědeckých prací a popularizátorem vědy. V roce 2022 se stal laureátem Nušlovy ceny.

## Život
Dětství a mládí prožil Jiří Podolský ve svém rodném městě Mladá Boleslav. Jeho otec, také Jiří Podolský, byl architektem a maminka, Jaroslava Podolská (rozená Jägerová), byla laborantkou. Již od dětství měl velký zájem o astronomii a kosmonautiku, který byl podnícen záběry z misí programu Apollo na Měsíc v letech 1969–1972 a naučnými knihami Josipa Kleczka a Jiřího Grygara. Na druhém stupni základní školy pak stále více inklinoval k matematice a přírodním vědám.
Během studií na přírodovědné větvi gymnázia v Mladé Boleslavi se na konci 70. let setkal s Dobroslavem Srncem, který vedl astronomický kroužek. Toto setkání podstatně ovlivnilo vědecké, kulturní i politické názory Jiřího Podolského. Srnec též Podolského doporučil astronomovi a význačnému popularizátorovi Josipu Kleczkovi. V červenci 1981 tak mohl absolvovat stáž na Astronomickém ústavu v Ondřejově, kde mohl nejen začít studovat knihy o Einsteinově teorii gravitace a kosmologii, ale také se zde seznámil se svojí budoucí ženou Kateřinou.
Po maturitě v roce 1982 se rozhodl studovat pětiletý obor Fyzika mezních oborů na Matematicko-fyzikální fakultě UK. Byl vynikajícím studentem a již během prvních dvou let pracoval na studentském projektu u Vladislava Maláta, který vyústil v Podolského první odborný článek Příspěvek k problematice koncentrátorů slunečního záření. Po třetím roce studií si vybral zaměření matematická fyzika. Na diplomové práci pracoval pod vedením Jiřího Bičáka a zabýval se v ní gravitačními vlnami v de Sitterově vesmíru. V roce 1987 studium dokončil obhajobou diplomové práce Gravitační záření v kosmologii. Za vynikající prospěch s průměrem 1,00 ze všech odborných předmětů získal Cenu rektora Univerzity Karlovy a zároveň mu byl za vynikající diplomovou práci udělen kromě titulu promovaný fyzik též titul doktor přírodních věd (RNDr.).
Krátce po studiích se v září roku 1987 Podolský oženil s Kateřinou Pintovou, se kterou mají dvě dcery, Markétu a Terezu. Po roční vojenské službě nastoupil na vědeckou aspiranturu (obdoba dnešního doktorského studia) u Jiřího Bičáka v oboru teoretická fyzika se specializací teorie relativity a relativistická fyzika. V rámci aspirantury pokračoval na tématech, která řešil ve své diplomové práci. Krátce po sametové revoluci, od srpna 1990 do května 1991, absolvoval na pozvání Daniela Finleyho pobyt na Univerzitě státu Nové Mexiko v Albuquerque v USA. Během svého pobytu v USA navštívil mimo jiné Národní laboratoř Los Alamos, Trinity site, kde byla 16. 7. 1945 odpálena první jaderná bomba, nebo muzeum kosmonautiky v Alamogordo poblíž raketové střelnice White Sands. V roce 1993 pak dokončil svou aspiranturu rozsáhlou disertační prací On exact space-times with cosmological constant, kde shrnul své výsledky o přesných prostoročasech s gravitačními vlnami a kosmologickou konstantou. Po její obhajobě byla Podolskému udělena vědecká hodnost kandidáta (CSc.) fyzikálně-matematických věd v oboru Obecná fyzika a matematická fyzika.
Od roku 1991 pracuje Podolský na Matematicko-fyzikální fakultě na Ústavu teoretické fyziky (dříve Katedra matematické fyziky, v letech 1991–1999 Katedra teoretické fyziky). Po obhájení habilitační práce Příspěvky k teorii přesných gravitačních vln, ve které shrnul svoji dosavadní práci na přesných řešeních Einsteinových rovnic obsaženou v 29 publikovaných článcích, získal v roce 2001 vědecko-pedagogický titul docent pro obor Fyzika - Teoretická fyzika. V roce 2006 získal za doktorskou disertační práci Gravitational Waves in Cosmology vědecký titul doktor věd (DSc.) v oboru astronomie a astrofyzika udělovaný Akademií věd ČR. V roce 2011 byl pak jmenován profesorem na Univerzitě Karlově v Praze v oboru fyzika - zaměření teoretická fyzika.
Během své dlouhé vědecké kariéry byl Podolský řešitelem několika projektů GA ČR, které mu umožnily zúčastnit se řady mezinárodních konferencí a seminářů v mnoha zemích světa a vyjet i na pracovní pobyty na zahraniční univerzity v Anglii, Rakousku, Spojených státech, Kanadě nebo Japonsku. Jako člen Mezinárodní společnosti pro obecnou relativitu a gravitaci (ISGRG) se také podílel na organizaci několika z těchto konferencí. V letech 1996–2010 dlouhodobě spolupracoval s Jerrym B. Griffithsem na Univerzitě Loughborough, se kterým publikoval 24 článků a jednu monografii. V poslední době aktivně spolupracuje se skupinou Rolanda Steinbauera na Fakultě matematických věd Vídeňské univerzity.

## Vědecká práce
Hlavním tématem vědecké práce Jiřího Podolského je studium přesných prostoročasů, a to jak v rámci klasické čtyřrozměrné Einsteinovy obecné teorie relativity, tak v rámci teorií modifikovaných, kde mezi zkoumané alternativy patřila například obecná relativita v dimenzi vyšší nebo nižší než čtyři, generická kvadratická gravitace, Einsteinova-Weylova teorie, Gaussova-Bonnetova gravitace aj. V těchto teoriích se zabýval především matematickou analýzou rovnic gravitačního pole, hledáním jejich přesných řešení, či fyzikální a geometrickou interpretací příslušných prostoročasů.
Z prací v klasické obecné relativitě zaznamenala největší ohlas reparametrizace Plebańského-Demiańského třídy prostoročasů vedoucí k názorné identifikaci jednotlivých podtříd a jejich fyzikální interpretaci. Mezi další významné výsledky v klasické relativitě patří detailní popis třídy tzv. C-metrik představujících rovnoměrně urychlenou dvojici černých děr, interpretace Siklosova řešení jakožto přesných gravitačních vln v anti-de Sitterově vesmíru, či příspěvky k analýze impulzních gravitačních vln. Dlouholetá spolupráce Podolského s Griffithsem a jejich společná expertíza na poli přesných prostoročasů vyústila v monografii Exact Space-Times in Einstein's General Relativity vydanou nakladatelstvím Cambridge University Press v roce 2009.
Ve vícerozměrné obecné teorii relativity jsou nejzásadnějšími pracemi zobecnění Robinsonovy-Trautmanovy a Kundtovy třídy prostoročasů, jež jsou definovány přítomností netwistující, bezshearové a expandující, resp. neexpandující nulové geodetické kongruence.
V rámci alternativních teorií gravitace, které přidávají korekce vyšších řádů v křivosti do Einsteinovy-Hilbertovy akce, představuje nejvýznamnější výsledek série prací studující sféricky symetrické prostoročasy v tzv. kvadratické gravitaci a jejích podtřídách. Tato řešení pak představují zobecnění Schwarzschildova černoděrového prostoročasu. Zároveň demonstrují neplatnost Birkhoffova teorému v teoriích vyššího řádu.

## Pedagogická činnost
Na Matematicko-fyzikální fakultě Univerzity Karlovy vyučuje Podolský mnoho let teoretickou mechaniku a matematické metody ve fyzice pro bakalářské studenty. Již od roku 1995 přednáší studentům druhého ročníku základní kurz Teoretická mechanika, který postupně přebíral od kolegy Jiřího Langera. Jeho pokročilé přednášky Přesné prostoročasy v obecné teorii relativity a Gravitační vlny I a II jsou určené především pro magisterské studenty a doktorandy. Své přednášky má vždy pečlivě připravené a rád je prokládá střípky z historie fyziky. Ve studentských anketách se Podolský dlouhodobě umisťuje mezi nejlépe hodnocenými pedagogy. Za svou pedagogickou činnost získal v roce 2022 cenu Wernera von Siemense.
Od roku 2004 do roku 2018 byl na Matematicko-fyzikální fakultě Univerzity Karlovy garantem bakalářského a magisterského studijního programu Fyzika a od roku 2007 předsedou komise pro státní závěrečné zkoušky bakalářského programu. V současnosti působí jako garant magisterského programu Teoretická fyzika.
Během svého působení na Ústavu teoretické fyziky vedl řadu úspěšně obhájených studentských prací, z nichž k roku 2023 bylo osm bakalářských, dvanáct diplomových a šest disertačních. Ve většině těchto prací studenti zkoumali přesná řešení Einsteinových rovnic obecné relativity, především pro prostoročasy s černými dírami nebo gravitačními vlnami. Dva z jeho doktorandů, Otakar Svítek a Robert Švarc, pokračují ve vědě v oblasti teorie gravitace.

## Popularizace vědy
Kromě výzkumu a výuky se Podolský věnuje popularizaci vědy, zvláště teoretické fyziky a astronomie. Mnoho let organizuje pravidelný cyklus Přednášky z moderní fyziky pro studenty středních škol a přednesl více než 100 přednášek pro veřejnost a školy.
Společně s kolegy z Matematicko-fyzikální fakulty Pavlem Krtoušem a Pavlem Cejnarem také připravil tříletý cyklus přednášek Fyzika jako dobrodružství poznání. Řada jeho přednášek byla natočena a jsou veřejně k dispozici na YouTube.
Napsal kolem 40 populárně naučných článků, většinou pro časopisy Astropis, Československý časopis pro fyziku a Pokroky matematiky, fyziky a astronomie, a to především o obecné relativitě a objevu gravitačních vln na detektoru LIGO, za který byla v roce 2017 udělena Nobelova cena za fyziku. Věnuje se také překládání populárně naučných knih – přeložil nebo se podílel na překladu 19 knih, včetně tří knih od italského fyzika Carla Rovelliho, který se zabývá smyčkovou kvantovou gravitací, a knih od tří držitelů Nobelovy ceny za fyziku: Stevena Weinberga, Kipa Thorna a Rogera Penrose.

## Ocenění
Během své vědecké a pedagogické kariéry získal Jiří Podolský řadu ocenění, například
- Bolzanovu cenu za fyziku za rok 1998[12]
- cenu děkana Matematicko-fyzikální fakulty UK za nejlepší monografii v roce 2009[22]
- v roce 2021 cenu děkana za reprezentaci a propagaci Matematicko-fyzikální fakulty UK[23]
- Nušlovu cenu za celoživotní odbornou, pedagogickou a popularizační činnost v astronomii za rok 2022[2][3]
- cenu Wernera von Siemense v kategorii nejlepší pedagogický pracovník za rok 2022[24][15]
- v roce 2023 po něm byla pojmenována planetka 36174 Podolsky [25]

## Monografie
Jiří Podolský je autorem či spoluautorem několika knih.
Vlastnosti přesných řešení Einsteinových rovnic obecné teorie relativity shrnul společně s profesorem J. B. Griffithsem z Loughborough University v monografii
- GRIFFITHS, Jerry B.; PODOLSKÝ, Jiří. Exact Space-Times in Einstein's General Relativity. Cambridge: Cambridge University Press, 2009. 545 s. ISBN 978-0-521-88927-8. doi:10.1017/CBO9780511635397.

U příležitosti 60. narozenin profesora Jiřího Bičáka spolu s O. Semerákem a M. Žofkou vydali jako editoři sborník
- SEMERÁK, Oldřich; PODOLSKÝ, Jiří; ŽOFKA, Martin. Gravitation: Following the Prague Inspiration: A volume in celebration of the 60th birthday of Jiří Bičák. 1. vyd. Singapore: World Scientific Publishing Co., 2002. 323 s. ISBN 981-238-093-0.

Je také spoluautorem knihy o odborné přípravě seriálu Génius o A. Einsteinovi, který se natáčel v Praze v letech 2016-2017
- PODOLSKÝ, Jiří; CEJNAR, Pavel; DANIŠ, Stanislav, VALENTA, Jan. Einstein opět v Praze: fyzika v seriálu Génius. 1. vyd. Praha: MatfyzPress, 2021. 176 s. ISBN 978-80-7378-445-4.

Monografie o teoretické mechanice:
- PODOLSKÝ, Jiří. Teoretická mechanika ve třech knihách. Praha: Karolinum; MatfyzPress, 2024. 431 s. ISBN 978-80-246-5746-2, ISBN 978-80-7378-499-7.

## Publikační činnost
Jiří Podolský je autorem či spoluautorem více než 100 vědeckých prací, které byly citovány ve více než 2500 dalších vědeckých pracích. K jeho nejvýznamnějším a nejcitovanějším článkům patří
- GRIFFITHS, J. B.; PODOLSKÝ, J. A new look at the Plebanski-Demianski family of solutions. Int. J. Mod. Phys.. 2006, sv. 15, čís. 3, s. 335–369. doi:10.1142/S0218271806007742.
- PODOLSKÝ, J. Interpretation of the Siklos solutions as exact gravitational waves in the anti-de Sitter universe. Clas. Quantum Grav.. 1998, sv. 15, čís. 3, s. 719–733. doi:10.1088/0264-9381/15/3/019.
- BIČÁK, J.; PODOLSKÝ, J. Gravitational waves in vacuum spacetimes with cosmological constant. I. Classification and geometrical properties of nontwisting type N solutions. J. Math. Phys.. 1999, sv. 40, čís. 9, s. 4495–4505. doi:10.1063/1.532981.
- BIČÁK, J.; PODOLSKÝ, J. Gravitational waves in vacuum spacetimes with cosmological constant. II. Deviation of geodesics and interpretation of nontwisting type N solutions. J. Math. Phys.. 1999, sv. 40, čís. 9, s. 4506–4517. doi:10.1063/1.532982.
- PODOLSKÝ, J. Accelerating black holes in anti-de Sitter universe. Czech. J. Phys.. 2002, sv. 52, čís. 1, s. 1–10. doi:10.1023/A:1013961411430.
- GRIFFITHS, J. B.; KRTOUŠ, P.; PODOLSKÝ, J. Interpreting the C-metric. Clas. Quantum Grav.. 2006, sv. 23, čís. 23, s. 6745–6766. doi:10.1088/0264-9381/23/23/008.
- PODOLSKÝ, J.; ORTAGGIO, M. Robinson-Trautman spacetimes in higher dimensions. Clas. Quantum Grav.. 2006, sv. 23, čís. 20, s. 5785–5797. doi:10.1088/0264-9381/23/20/002.
- PODOLSKÝ, J.; STEINBAUER, R.; ŠVARC, R. Gyratonic pp waves and their impulsive limit. Phys. Rev. D. 2014, sv. 90, čís. 4, s. 044050. doi:10.1103/PhysRevD.90.044050.
- PODOLSKÝ, J.; ŠVARC, R. Interpreting spacetimes of any dimension using geodesic deviation. Phys. Rev. D. 2012, sv. 85, čís. 4, s. 044057. doi:10.1103/PhysRevD.85.044057.
- ŠVARC, R.; PODOLSKÝ, J.; PRAVDA, V.; PRAVDOVÁ, A. Exact Black Holes in Quadratic Gravity with any Cosmological Constant. Phys. Rev. Lett.. 2018, sv. 121, čís. 23, s. 231104. doi:10.1103/PhysRevLett.121.231104.
- PODOLSKÝ, J.; ŠVARC, R.; PRAVDA, V.; PRAVDOVÁ, A. Explicit black hole solutions in higher-derivative gravity. Phys. Rev. D. 2018, sv. 98, čís. 2, s. 021502. doi:10.1103/PhysRevD.98.021502.
- PODOLSKÝ, J.; ŠVARC, R.; PRAVDA, V.; PRAVDOVÁ, A. Black holes and other exact spherical solutions in quadratic gravity. Phys. Rev. D. 2020, sv. 101, čís. 2, s. 024027. doi:10.1103/PhysRevD.101.024027.
- ARUN, K.G.; PODOLSKÝ, J., et al. New horizons for fundamental physics with LISA. Living Rev. Relat.. 2022, sv. 25, čís. 1, s. 4. doi:10.1007/s41114-022-00036-9.

Napsal také řadu populárně naučných článků v češtině, především o obecné teorii relativity a gravitačních vlnách, např.
- PODOLSKÝ, Jiří; SEMERÁK, Oldřich. Obecná teorie relativity. Československý časopis pro fyziku. 2011, sv. 61, čís. 6, s. 340–343.
- PODOLSKÝ, Jiří. První přímá detekce gravitačních vln sto let po jejich předpovědi Albertem Einsteinem. Astropis. 2016, roč. 2016, čís. 1, s. 14–16.
- PODOLSKÝ, Jiří. Gravitační vlny poprvé zachyceny: GW150914 ze srážky černých děr. Pokroky matematiky, fyziky a astronomie. 2016, sv. 61, čís. 2, s. 89–105.
- PODOLSKÝ, Jiří. Nobelova cena 2017 udělena za objev gravitačních vln. Astropis. 2017, roč. 2017, čís. 4, s. 12–16.
- PODOLSKÝ, Jiří. Detekce gravitačních vln poctěna Nobelovou cenou 2017. Pokroky matematiky, fyziky a astronomie. 2018, sv. 63, čís. 1, s. 1–12.
- PODOLSKÝ, Jiří. Jak spatřit nespatřitelné aneb černé díry opět v centru pozornosti. Astropis. 2019, roč. 2019, čís. 2, s. 6–10.
- PODOLSKÝ, Jiří. 100 let zobecňování obecné relativity. Astropis. 2020, roč. 2020, čís. 1, s. 28–33.
- PODOLSKÝ, Jiří. James Peebles získal Nobelovu cenu 2019 za svůj celoživotní příspěvek kosmologii. Pokroky matematiky, fyziky a astronomie. 2020, sv. 65, čís. 1, s. 1–9.
- PODOLSKÝ, Jiří. Nobelova cena 2020 udělena za studium černých děr. Astropis. 2020, roč. 2020, čís. 4, s. 12–17.
- PODOLSKÝ, Jiří. První snímek černé veledíry v centru Mléčné dráhy - EHT pořídil obraz stínu Sgr A* s akrečním diskem. Astropis. 2022, roč. 2022, čís. 2, s. 26–31.
- PODOLSKÝ, Jiří; TROJÁNEK, Aleš. Paradox dvojčat jako pedagogický problém. Československý časopis pro fyziku. 2022, sv. 72, čís. 1, s. 27–36.